# POP-300
POP-300은 미국과 이스라엘의 UAV에 탑재되는 정찰용 카메라이다. POP-200 의 후속 제품으로, 이스라엘 IAI 사가 만들었다. POP는 Plug-in Optronic Payload의 약자이다. 45배 줌 기능의 주간용 EO 카메라와 야간용 FLIR 기능이 있다.

## 제원
- 주기능: 주야간 전천후 정찰용 카메라
- 제작사: 이스라엘 IAI
- 무게: 16 kg (35 lb)
- 레이저 거리 측정기 (옵션 장착 가능)
- 레이저 지시기

## 장착 기종
- RQ-2 파이오니어
- RQ-7 섀도

## 같이 보기
- EL/M-2055 이스라엘 IAI 사의 UAV 탑재용 SAR